# Jakubov (Vojkovice)
Jakubov (německy Jokes) je vesnice, část obce Vojkovice v okrese Karlovy Vary v Karlovarském kraji. Nachází se asi 1,5 kilometru východně od Vojkovic. Jakubov je také název katastrálního území o rozloze 3 km².

## Historie
Krajina v okolí vesnice patřila od osmdesátých let dvanáctého století doksanskému klášteru. Založení Jakubova klášteru povolil král Václav I. v roce 1234 listinou sepsanou ve strahovském klášteře. Nová ves se měla řídit tzv. německým právem a byla vyňata z pravomoci loketského kastelána.

## Přírodní poměry
Severně od vesnice, na západním úbočí Jakubovského vrchu, došlo v minulosti k rozsáhlým sesuvům, v jejichž důsledku se vytvořila malá bezodtoková sesuvná jezera. Některá z nich byla přeměněna na rybníky.

## Obyvatelstvo
Při sčítání lidu v roce 1921 zde žilo 718 obyvatel (z toho 361 mužů), z nichž byl jeden Čechoslovák a 717 Němců. Až na jednoho evangelíka se všichni hlásili k římskokatolické církvi. Podle sčítání lidu z roku 1930 měla vesnice 754 obyvatel: jednoho Čechoslováka a 753 Němců. Kromě jednoho evangelíka, jednoho člena jiných nezjišťovaných církví a pěti lidí bez vyznání byli římskými katolíky.
| Rok            | 1869 | 1880 | 1890 | 1900 | 1910 | 1921 | 1930 | 1950 | 1961 | 1970 | 1980 | 1991 | 2001 | 2011 | 2021 |
| -------------- | ---- | ---- | ---- | ---- | ---- | ---- | ---- | ---- | ---- | ---- | ---- | ---- | ---- | ---- | ---- |
| Počet obyvatel | 448  | 447  | 492  | 662  | 656  | 718  | 754  | 475  | 435  | 359  | 282  | 176  | 190  | 244  | 220  |
| Počet domů     | 60   | 66   | 67   | 78   | 88   | 92   | 112  | 117  | 117  | 82   | 75   | 73   | 78   | 81   | 90   |

## Obecní správa
Při sčítání lidu v letech 1869–1950 Jakubov byl samostatnou obcí, se kterým patřil nejprve do okresu Jáchymov, ale v roce 1950 v okrese Karlovy Vary-okolí. Od roku 1960 je částí obce Vojkovice v okrese Karlovy Vary.

## Pamětihodnosti
- Smírčí kříž
- výklenkové kaple u smírčího kříže a domu čp. 59

## Galerie

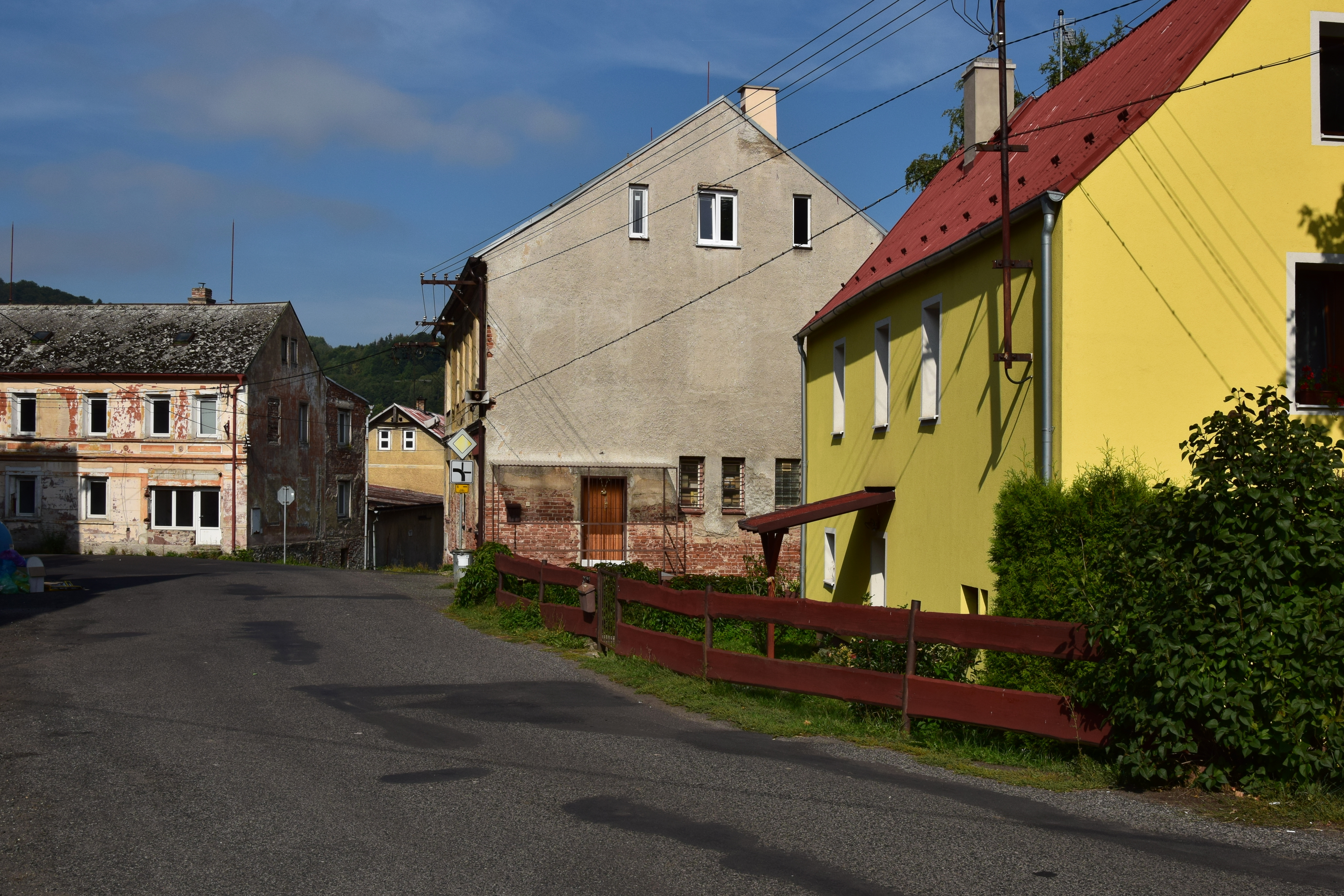
Domy ve středu vesnice
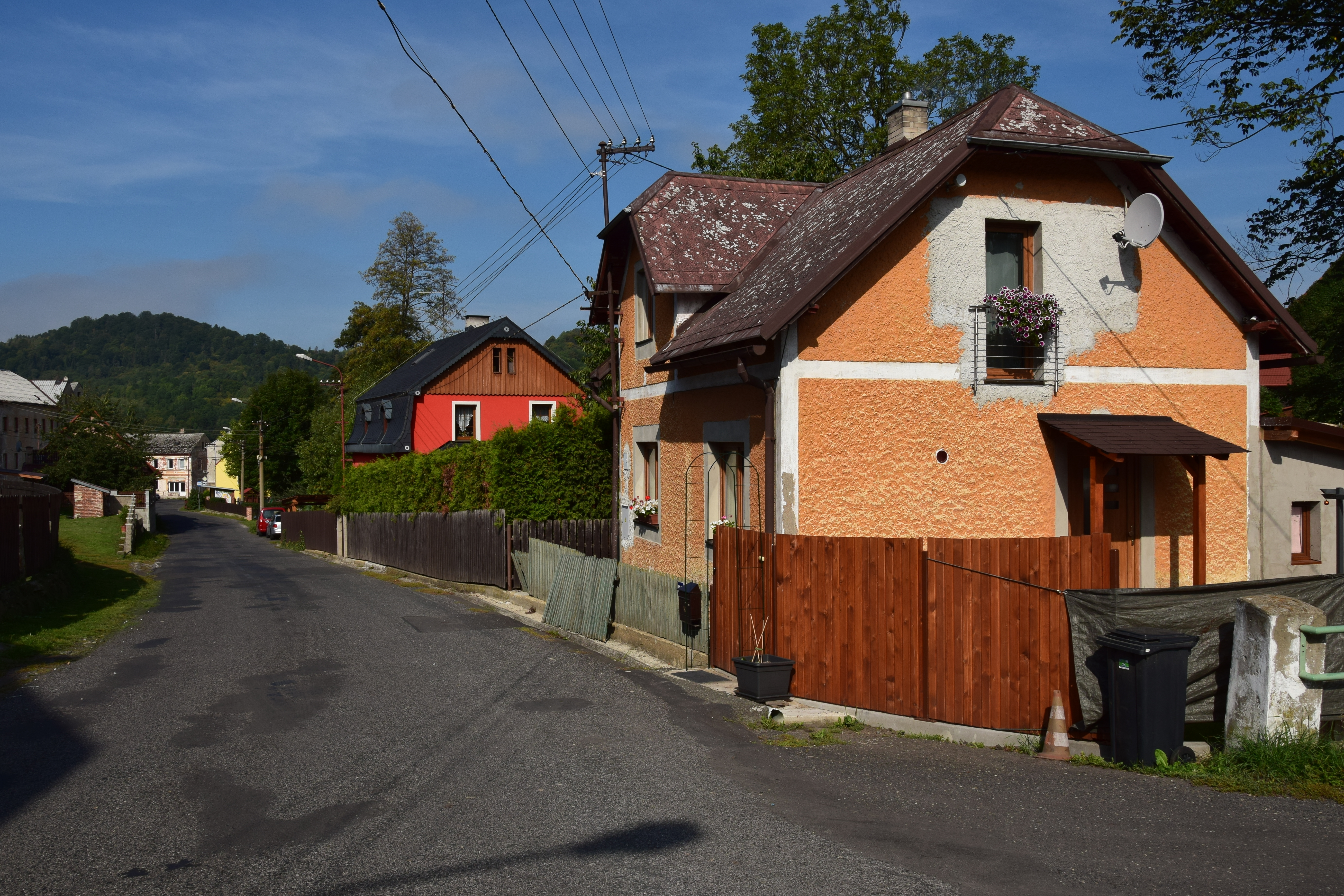
Dům čp. 102
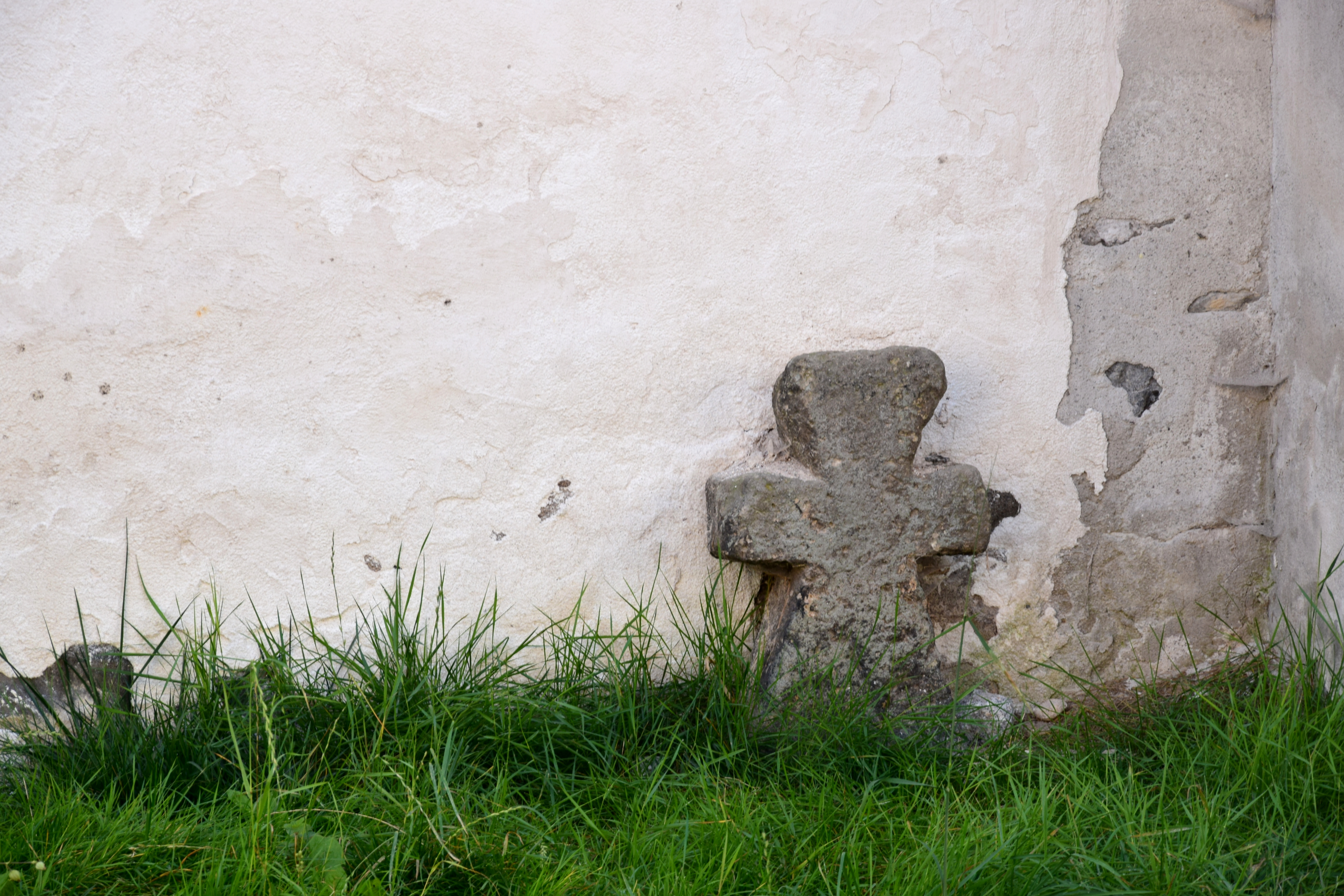
Smírčí kříž